# Iacob Pistiner
Iacob Pistiner (en allemand : Jakob Pistiner), né en 1882 et mort le 24 août 1930, est un homme politique et avocat roumain.

## Biographie
Il naît en 1882 à Tchernivtsi en Bucovine, faisant alors partie de l'Empire Austro-hongrois, dans une famille juive. Il est avocat et homme politique.
À la suite des élections générales de mai-juin 1920 dans la Grande Roumanie, il est élu député au Parlement, battant le candidat allemand par une majorité de seulement trente voix.
Sa carrière politique est liée au mouvement socialiste. En 1917, il se joint à Mayer Ebner pour fonder le Conseil national juif à Tchernivtsi. En tant qu'avocat, il plaide pour les accusés lors du "Procès des 500" qui a suivi l'important soulèvement de Tatarbunary en 1924.
Il meurt subitement en 1930 à Bucarest à l'âge de 49 ans.